# Giovanni Claudio Pasquini
Giovanni Claudio Pasquini (* 1695 in Siena; † November 1763 ebenda) war ein italienischer Dichter und Librettist zahlreicher Barockopern und feste teatrale sowie Zeitgenosse und Freund Pietro Metastasios.

## Leben

### Siena und Rom
1695 im italienischen Siena geboren, schrieb Pasquini ab 1719 einzelne Texte für die in Sienna ansässige Accademia dei Rozzi. Der bislang erste ermittelte Text aus seiner Feder ist ein Libretto zu Feierlichkeiten der damaligen Gouverneurin von Sienna Violante Beatrix von Bayern unter dem Titel Il trionfo d’Apollo sopra il Pitone (1719), vertont von Franco Franchini. Aus dem Jahre 1722 ist eine cantata a due voci unter dem Titel Malta e Siena (1722), vertont von Girolamo Chiti, zum Begräbnis Marc’Antonio Zondadaris, des Großmeisters des Malteserordens verbrieft.
1722 ging er nach Rom und arbeitete dort für Kardinal Pietro Francesco Orsini, der im Jahre 1724 zum Papst gewählt wurde und den Namen Benedikt XIII. annahm. Mit diesen scheint er sich aber schon bald überworfen zu haben, denn schon 1725 ging er nach Wien.

### Wien 1725 bis 1740
In Wien wurde Pasquini zunächst vom Kaiserlichen Hofpoeten Apostolo Zeno unterstützt und 1726 Hauslehrer für die Erzherzöginnen Maria Theresia und Maria Anna Eleonora Josepha. Im Jahre 1733 erfolgte die Ernennung zum Hofdichter, ab 1739 zum Kaiserlichen Hofpoeten. Von 700 Gulden Anfangssalär stieg sein Einkommen bis zum Ende seiner Dienstzeit auf fast das Doppelte (1500 Gulden).
In den fünfzehn Jahren seines Wirkens in Wien verfasste Pasquini nicht weniger als 67 Bücher und Librettos, von kleinen Stücken wie Kammerkantaten oder „feste teatrali“ bis hin zu richtigen Opern. Sein Debüt in Wien gab Pasquini offenbar mit der Kantate Il giorno natalizio di Giove (vertont von Giuseppe Porsile), die am 15. Februar 1726 zum Geburtstag des französischen Königs Ludwig XV. im Wiener Palast des französischen Botschafters aufgeführt wurde. Sechs Tage später, am 21. Februar 1726, debütierte er auch als Opernlibrettist, als seine erste Oper (Opera seria bzw. „dramma per musica“) Spartaco, wiederum vertont von Giuseppe Porsile, in der Wiener Hofburg zur Aufführung kam – mit Faustina Bordoni. Ein Jahr später, am 6. Februar 1727, versuchte er sich auch an einer komischen Oper oder, wie er sie nannte, „opera serioridicola per musica“ unter dem Titel Don Chisciotte (vertont von Antonio Caldara).
In Wien arbeitete Pasquini mit allen am Hof beschäftigten Komponisten zusammen:
- Giuseppe Porsile (1 Oper, 1 festa teatrale, diverse Kammermusiken)
- Antonio Caldara (3 Opern, feste teatrale, 2 Akte einer Oper)
- Ignazio Maria Conti (2 feste teatrale, 2 Oratorien)
- Georg Reutter Jr. (6 feste teatrale, 2 Oratorien, 1 Akt einer Oper)
- Giuseppe Bonno (1 Oratorien, diverse Kantaten)
- Maximilian Joseph Hellmann (Pasquini hat zu all seinen fünf Vokalwerken die Textvorlage beigesteuert)
- Johann Joseph Fux (1 Oratorium, aber sehr erfolgreich: La deposizione dalla croce di Gesù Cristo Salvator Nostro)[1]

Nachdem er sich auch hier wieder mit Zeno zerstritten hatte, entwickelte sich schon bald eine intensive, über Jahre Bestand habende Freundschaft zu Pietro Metastasio, von der der intensive Briefwechsel sowie zahlreiche Erwähnungen in Metastasios Lebenserinnerungen zeugen.

### Mannheim 1740 bis 1742
Nach dem Tod Kaiser Karls VI. verließ Pasquini Wien und ging zunächst nach Mannheim. Hier kam im Januar 1742 zur Hochzeit von Kurfürst Karl Theodor von der Pfalz und Bayern die Oper Meride zur Uraufführung, für die Pasquini das Libretto verfasst hatte. Mit dieser Feier wurde gleichzeitig das neue Mannheimer Hoftheater eröffnet. In Mannheim wird Pasquini zum Ritter des Heiligen Römischen Reiches geschlagen. Doch ein lukrativeres Angebot zog ihn bald nach Dresden.

### Dresden 1742 bis 1749
Am 16. April 1742 verstarb in Dresden der dortige Hofdichter Stefano Pallavicini. Daraufhin lockte der sächsische Hof mit Ernennung zum Legationsrat und einem nicht unerheblichen Gehalt Pasquini an den kursächsischen Hof. Seinen Einstieg in Dresden gab er mit zwei Oratorien. Das erste war La deposizione dalla croce di Gesù Cristo Salvador Nostro (Die Kreuzabnahme Jesu unseres Herrn und Erlösers), das gleiche Manuskript also, das Antonio Caldara bereits in Wien vertont hatte. Neu vertont von Hasse kam es in Dresden 1744 zur Aufführung. Ein Jahr später folgte La caduta di Gerico (Der Fall Jerichos), offenbar in einer auch ganz neuen Textfassung.
In Dresden schrieb Pasquini auch zwei seiner populärsten Opernlibretti: Arminio und Leucippo.

#### PasquinisArminio
Pasquinis Libretto Arminio vertonte Johann Adolph Hasse 1745 in Dresden (Arminio). Für Hasse, der schon 1730 für Mailand eine Oper Arminio (auf das Libretto von Antonio Salvi) geschrieben hatte, war dies die zweite Auseinandersetzung mit dem Thema. Die Premiere des Dresdner Arminio fand am 7. Oktober 1745 am Opernhaus am Zwinger statt. Hasses neuer Arminio auf das Libretto Pasquinis wurde ein großer Erfolg. Nach der Premiere im Oktober 1745 ließ Friedrich II. von Preußen im Dezember 1745, nachdem er Dresden eingenommen hatte, die Oper während der neuntägigen „Besatzung“ durch die preußische Armee diverse Male wiederaufführen und veranlasste zwei Jahre später eine „mit besonderer Sorgfalt“ besorgte Wiederaufnahme der Oper an seinem Theater in Berlin. 1753 erfolgte auch in Dresden eine Wiederaufnahme – in neuer Besetzung in den meisten Rollen, da kriegsbedingt viele Künstler Dresden verlassen hatten und neue Sänger gewonnen werden mussten. Pasquinis und Hasses Arminio kam bis 1761 auch in Wolfenbüttel und Wien zur Aufführung. 1761 erfolgte die Aufführung in Warschau.
2016 fand eine Wiederaufführung des Arminio von Hasse und Pasquini in Warschau mit dem Orkiestra Historyczna aus Katowice (Schlesien) statt.

#### PasquinisLeucippo
Die festa teatrale Leucippo wurde am 7. Oktober 1747 im Jagdschloss Hubertusburg, wiederum vertont von Johann Adolph Hasse, uraufgeführt. Aufführungen dieser Oper sind bis 1765 in Venedig, Dresden, Wien, Mannheim, Prag, Salzburg, Bratislava, London, Berlin und Braunschweig bezeugt.
Im Mai 2014 wurde Leucippo bei den Schwetzinger Festspielen mit Valer Barna-Sabadus wiederaufgeführt.

### Sienna 1749 bis 1763
1749 ließ sich Pasquini aus Dresdner Diensten entlassen und bekam immerhin eine Zusicherung über eine jährliche Pension von 200 Talern. Damit schien er jedoch seinen Lebensstandard nicht aufrechterhalten zu können. Er wendete sich wiederholt an Pietro Metastasio in Wien und bekam von diesem in der Tat diverse Zuwendungen.

## Werke
- Spartaco (dramma per musica), vertont von Giuseppe Porsile (1726)
- Issicratea (festa teatrale), vertont von Francesco Bartolomeo Conti (1726)
- Il tempio di Giano, chiuso da Cesare Augusto (componimento per musica di camera), vertont von Giuseppe Porsile (1726)
- Il contrasto della bellezza e del tempo (componimento per musica di camera), vertont von Francesco Bartolomeo Conti (1726)
- Archidamia (festa teatrale), vertont von Georg Reutter Jr. (1727)
- Don Chisciotte in corte della duchessa (opera serioridicola), vertont von Antonio Caldara (1727)
- La forza dell’amicizia in Oreste e Pilade, ovvero Pilade ed Oreste (dramma per musica), vertont von Georg Reutter Jr. (Akt 1) und Antonio Caldara (Akt 2 und 3) (1728)
- Pieria (festa teatrale), vertont von Ignazio Maria Conti (1728)
- Telesilla (festa teatrale), vertont von Giuseppe Porsile (1728)
- Il natale di Minerva (serenata), vertont von Antonio Caldara (1729 und neu 1735)
- I disingannati (componimento per musica di camera), vertont von Antonio Caldara (1729)
- Plotina (festa teatrale), vertont von Georg Reutter Jr. (1730)
- Livia (festa teatrale), vertont von Antonio Caldara (1731)
- Zenobia (festa teatrale), vertont von Georg Reutter Jr. (1732)
- Clelia (festa teatrale), vertont von Ignazio Maria Conti (1733)
- Sancio Pansa, governatore dell’isola Barrataria (componimento per musica di camera), vertont von Antonio Caldara (1733)
- Dafne (festa teatrale), vertont von Georg Reutter Jr. (1734)
- Diana vindicata (festa teatrale), vertont von Georg Reutter Jr. (1736) und Giovanni Alberto Ristori (1746)
- La speranza assicurata (serenata), vertont von Georg Reutter Jr. (1736)
- La gara del genio con Giunone (serenata), vertont von Giuseppe Bonno (1737)
- La generosità di Artaserse (serenata), vertont von Giuseppe Bonno (1737)
- L’alloro illustrato (festa teatrale), vertont von Georg Reutter Jr. (1738)
- Gli auguri spiegati (serenata), vertont von Luca Antonio Predieri (1738)
- Meride (dramma per musica), vertont von Carlo Luigi Grua (1742)
- Arminio (dramma per musica), vertont von Johann Adolph Hasse (1745)
- Leucippo (favola pastorale), vertont von Johann Adolph Hasse (1747)